# Ruoti
Ruoti es una localidad italiana de la provincia de Potenza, región de Basilicata. Tiene una población estimada, a fines de octubre de 2021, de 3331 habitantes.

## Evolución demográfica
| Gráfica de evolución demográfica de Ruoti entre 1861 y 2021 |
|                                                             |
| Fuente ISTAT - Elaboración gráfica por parte de Wikipedia   |